# Spøgelsesdetektiven
Spøgelsesdetektiven er en roman i fantasygenren af forfatteren Merlin P. Mann, og første bog om drengen Theodor Bastian.

## Handling
Natten til sin 12-års fødselsdag vågner Theodor op på en fremmed borg. Fæstningen har ingen vinduer, og den eneste vej du går igennem en ufremkommelig, kold tåge.
Forvalteren på borgen fortæller Theodor, at han er død. Han er kommet til Mellemlandet, hvor mennesker ender, hvis de farer vild i tågen mellem Jorden og den anden verden. Theodor har det nu mere, som om han er faret vild i et mareridt og husker intet om, at han skulle være død – han lå jo bare i sin seng og glædede sig til sin fødselsdag.
Snart får han dog andet at tænke på, for der er bud efter ham i både menneskeverdenen, hvor pigen Amalie har desperat brug for hans hjælp og i Mellemlandet, hvor han optages på Spøgelsesdetektivskolen og bliver sendt ud på alverdens mærkværdige missioner.